# Thrips flavus
Thrips flavus är en insektsart som beskrevs av Franz Paula von Schrank 1776. Thrips flavus ingår i släktet Thrips, och familjen smaltripsar. Arten är reproducerande i Sverige.